# Verkiai regionalpark
Verkiai regionalpark er en regionalpark i Litauen. Den ligger næsten udelukkende i Verkiai seniūnija i Vilnius, Litauen. Verkiai regionalpark er fredet og på IUCNs liste som kategori V (fredet landskab).
Parken blev oprettet i 1992 for at beskytte det unikke landskabskompleks med grønne søer, Verkiai palads og en park, Kalvarijos og Trinapolis samt andre naturværdier. Parken er på 2.673 ha. Skove dækker 76,5%, naturreservatets dækker 52,7% og 23,9% af territoriet er afsat til rekreation.
Verkiai korsvej (~ Via Dolorosa i Verkiai, litauisk: Verkių Kalvarijos) blev etableret i 1600-tallet. Korsvejen blev afsluttet i 1669 under overvågning af dominikanske munke. Stationerne på korsvejen er blevet bygget præcist ifølge planer fra Jerusalem, med afstande, vandområder og stigninger meget tæt på originalen. Nye barokkapeller blev bygget i 1700-tallet. Verkiai korsvej består af 22 kapeller, 7 træ- og murstensporte, og to kirkelige komplekser. Hvert år i pinsen bliver korsvejen besøgt af kristne, specielt katolikker, fra Vilniusområdet og udlandet. Næsten alle stationer blev ødelagt i 1962 under det sovjetiske styre. Efter Litauens uafhængighed påbegyndtes restaureringen. De sidste kapeller var genopbygget i 2005. I dag er hele Verkiai korsvej rekonstrueret og udnævnt til arkitektonisk monument af national betydning.

## Galleri
- Verkiai palads
- Triapolis kirke
- Indtryk fra parken
- Indtryk fra parken
- Sø i parken

## Kapeller på korsvejen
- station 2
- Gogata Helligkors Kirke
station 5
- station 6